# Crioll de Guinea Bissau
El crioll de Guinea Bissau (kriol, kiriol, kriolu i portuguis segons els dialectes; crioulo da Guiné en portuguès) és la lingua franca de Guinea Bissau. També es parla en algunes parts del Senegal, principalment com a llengua comercial al que es coneix com a "portuguès". És una llengua criolla de base portuguesa, força relacionada amb el crioll capverdià. El kriol és parlat com a primera llengua per aproximadament el 15% (190.000) de guineans de Bissau i com a segona llengua per aproximadament el 50%, segons dades de 1992, i és de facto la llengua d'identitat nacional. També és parlat per unes 140.000 persones al Senegal, principalment a la zona de Casamance.

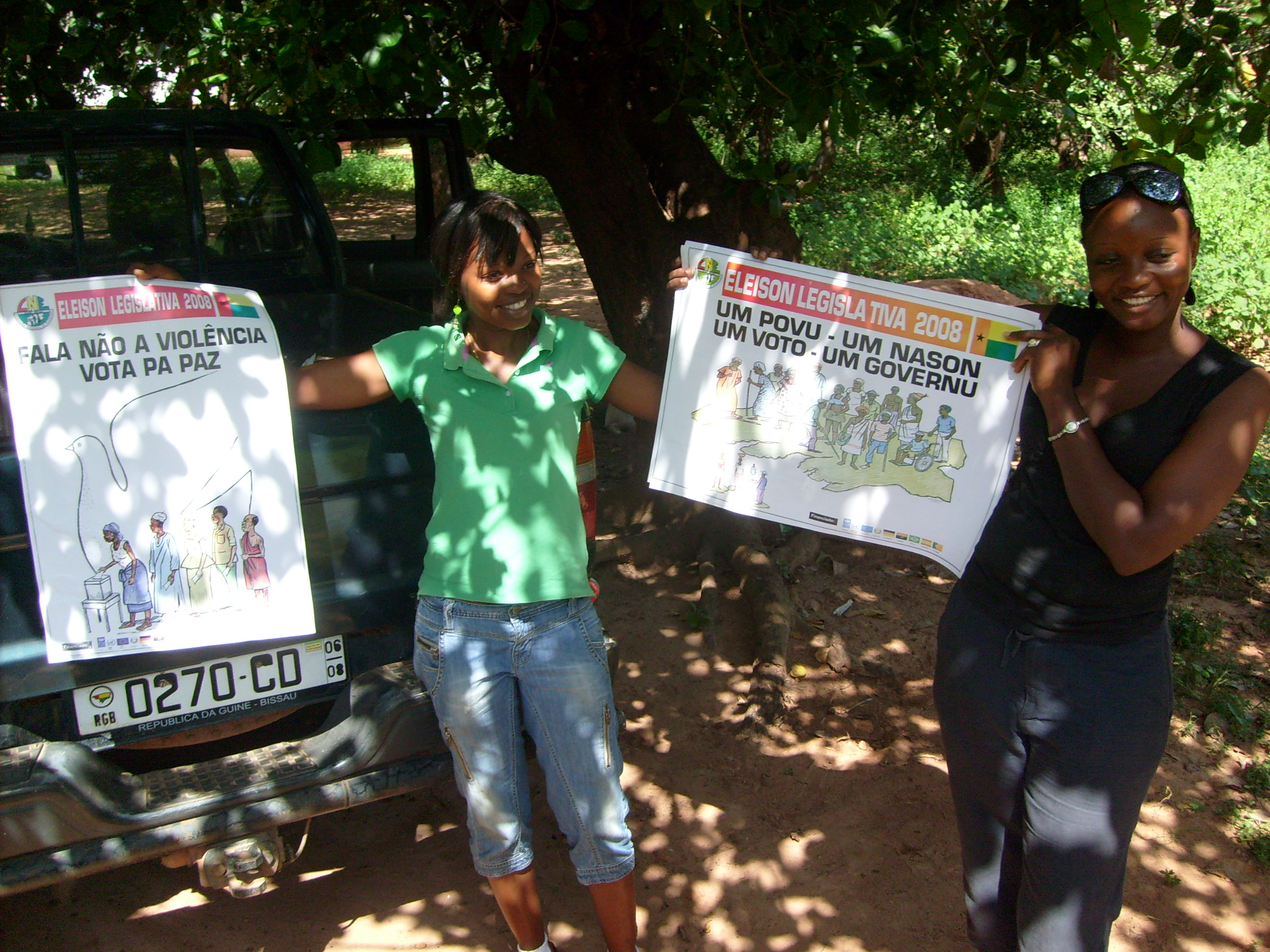
Cartels electorals escrits en crioll de Guinea Bissau.

El crioll se segueix expandint, però amb la creixent interferència del portuguès (descriollització): la televisió, l'alfabetització, el prestigi i l'emigració a Portugal; i de les llengües africanes: a través de la migració de nadius parlants de llengües africanes als principals centres urbans, on el criolla és prevalent. El portuguès estàndard és l'idioma oficial de Guinea Bissau, però el crioll és l'idioma del comerç, dels serveis públics, el parlament, la literatura informal, l'entreteniment i la programació educativa. No s'utilitza als mitjans de comunicació.

## Història
Els criolls de l'Alta Guinea són els criolls portuguesos més antics, aparegueren per primera vegada al voltant de les colònies portugueses al llarg de la costa nord-oest d'Àfrica. Per tant, el crioll guineà es troba entre els primers criolls portuguesos. Els comerciants portuguesos i el colons van començar a barrejar-se amb els locals gairebé immediatament; això va esdevenir norma entre els exploradors portuguesos i és la principal raó de la gran quantitat de criolls portuguesos al món. Un petit grup de colons anomenats lançados ("expulsats"), van contribuir a la propagació del portuguès i guanyaren influència per ser els intermediaris entre el portuguesos i els nadius.
Hi ha tres principals dialectes d'aquest crioll a Guinea Bissau i el Senegal:
- Bissau i Bolama
- Bafatá
- Cacheu-Ziguinchor

El substrat de la llengua criolla és la llengua dels pobles locals: mandingues, manjacs, papels i altres, però la majoria del lèxic (un 80%) prové del portuguès.
El dialecte de Casamance (Ziguinchor), similar al de Cacheu (Guinea Bissau) téuna mica d'influència del francès. El parlen els Fijus di Terra i Fijus di Fidalgu, tots ells el coneixen a nivell local com a portuguis perquè adoptaren hàbits europeus, són catòlics i parlen crioll. Són descendents d'homes portuguesos i dones africanes. La majoria d'ells tenen cognoms portuguesos, com da Silva, Carvalho o Fonseca. L'antic Regne de Casamance va fer una aliança amistosa amb els portuguesos; el rei local adoptà l'estil de vida europeu i hi havia portuguesos a la seva cort. En 1899 la ciutat fou cedida a França i a mitjans del segle XX l'idioma es va estendre pels voltants. Després de la independència del Senegal de França els criolls van ser vistos com a amics dels francesos, i la discriminació que han patit de part dels més nombrosos wòlofs ha provocat la lluita per la independència de Casamance des de 1982. Avui, encara que continuen la lluita, el moviment és més plàcid i aprendre portuguès és popular a Casamance perquè veuen que té un enllaç amb el seu passat. També s'aprèn a Senegal des de la independència de França. A Senegal el crioll és la primera llengua d'almenys 46.500 persones (1998), principalment a Ziguinchor però també és parlat en altres ciutats de Casamance i a Gàmbia. En 2008 Senegal fou admès com a país observador en la VII Cimera de la CPLP.